# Флорешты (Новоаненский район)
Флорешты (также Флорешть; рум. Florești) — село в Новоаненском районе Молдавии. Наряду с селом Старая Кобуска входит в состав коммуны Старая Кобуска.

## География
Село расположено на высоте 123 метров над уровнем моря.

## Население
По данным переписи населения 2004 года, в селе Флорешть проживает 216 человек (110 мужчин, 106 женщин).
Этнический состав села:
| Национальность | Число жителей | Процентный состав |
| -------------- | ------------- | ----------------- |
| молдаване      | 216           | 100.0             |
| Всего          | 216           | 100%              |